# Hezbollah Al-Hedżaz
Hezbollah Al-Hedżaz (arab. ‏حزب الله الحجاز‎; tłum. Partia Boga w Hedżazie) – szyicka partia i organizacja terrorystyczna działająca w Arabii Saudyjskiej. Jej działalność jest elementem irańskiej polityki „eksportu rewolucji islamskiej”.
Założona w maju 1987 roku w Prowincji Wschodniej. Zdelegalizowana w Arabii Saudyjskiej po oskarżeniu o przeprowadzenie zamachu na wieżowce w Al-Chubar w 1996 r. W 2014 roku rząd królestwa uznał ją za organizację terrorystyczną. Większość jej członków została aresztowana, a jako struktura polityczna praktycznie przestała istnieć.